# François-Joseph de Hohenzollern
Le prince François-Joseph de Hohenzollern (en allemand,  Franz Josef Hubertus Maria Meinrad Michael von Hohenzollern), né le 15 mars 1926 au château de Umkirch et mort le 13 mars 1996 à Sigmaringen, est un membre de la maison de Hohenzollern.

## Biographie

### Famille
François-Joseph de Hohenzollern est le cinquième enfant et le second fils du prince Frédéric de Hohenzollern (1891-1965), chef de sa maison et de la princesse Marguerite de Saxe (1900-1962), fille du dernier roi de Saxe Frédéric-Auguste III.

### Mariages
Le prince François-Joseph se marie en premières noces à Ratisbonne le 15 juillet 1950 avec la princesse Maria Ferdinande de Tour et Taxis, née au château de Haus, près de Ratisbonne le 19 décembre 1927, quatrième fille et dernier des cinq enfants de François-Joseph, 9e prince de Tour et Taxis (1893-1971) et d'Elisabeth de Bragance, infante de Portugal (1894-1970), mariés en 1920. Le couple divorce dès l'année suivante le 30 octobre 1951, sans avoir eu de postérité. 
François-Joseph épouse en secondes noces civilement à Londres le 15 mars 1955 et religieusement le 16 avril suivant au château de Krauchenwies la princesse Diane de Bourbon-Parme, née dans le 7e arrondissement de Paris le 22 mai 1932, et morte à Bad Krozingen le 4 mai 2020, fille unique du prince Gaëtan de Bourbon-Parme (1905-1958) et de la princesse Marguerite de Tour et Taxis (1909-2006) et nièce de l'impératrice Zita. Le couple divorce à Stuttgart le 19 janvier 1961, sans avoir eu d'enfants.

### Mort
Le prince François-Joseph de Hohenzollern meurt, à Sigmaringen, le 13 mars 1996, à l'âge de 69 ans.